# Danza de los potolos
La danza de los potolos es un baile tradicional de Bolivia, específicamente de las poblaciones de Potolo en el departamento de Chuquisaca y Potobamba en el departamento de Potosí. Si bien su origen está en estos dos departamentos, el baile se practica en todo el país, incluyendo en el Carnaval de Oruro, considerado Patrimonio Cultural Inmaterial de la Humanidad de la Unesco.

## Pasos de baile y vestimenta
Se dice que los pasos lentos y acompasados de esta danza, con el meneo de las caderas, hacen referencia al traslado de agua así como al cortejo de los hombres hacia las mujeres. La danza simboliza el coqueteo entre los comunarios que se dedican a la agricultura. Entre los potolos se destacan tres figuras: el Jilacata mayor, los varones de la tropa, y las mujeres.
En hombres y mujeres resalta el sombrero abombado de ala corta hecho de cuero de oveja, así como un atado prominente a la altura de los glúteos.